# Trosa kommun (1971-1973)
Denna artikel handlar om den tidigare kommunen Trosa kommun. För orten se Trosa, för dagens kommun, se Trosa kommun.
Trosa kommun var en tidigare kommun i Södermanlands län.

## Administrativ historik
Vid kommunreformen 1971 ombildades Trosa stad till denna Trosa kommun. 1974 uppgick denna kommun i den nybildade Nyköpings kommun. Området bröts 1992 ut till Trosa kommun.
Kommunen tillhörde Trosa stadsförsamling.

## Politik

### Mandatfördelning i Trosa kommun, valet 1970
| 10 | 3 | 4 | 3 |

| 17 | 3 |